# Maksims Sinčukovs
Maksims Sinčukovs (26 de junio de 1998) es un deportista de Letonia que compite en atletismo. Ganó una medalla de oro en el Campeonato Europeo de Atletismo por Equipos de 2019, en la prueba de 400 m vallas.